# Mezentsev (cráter)

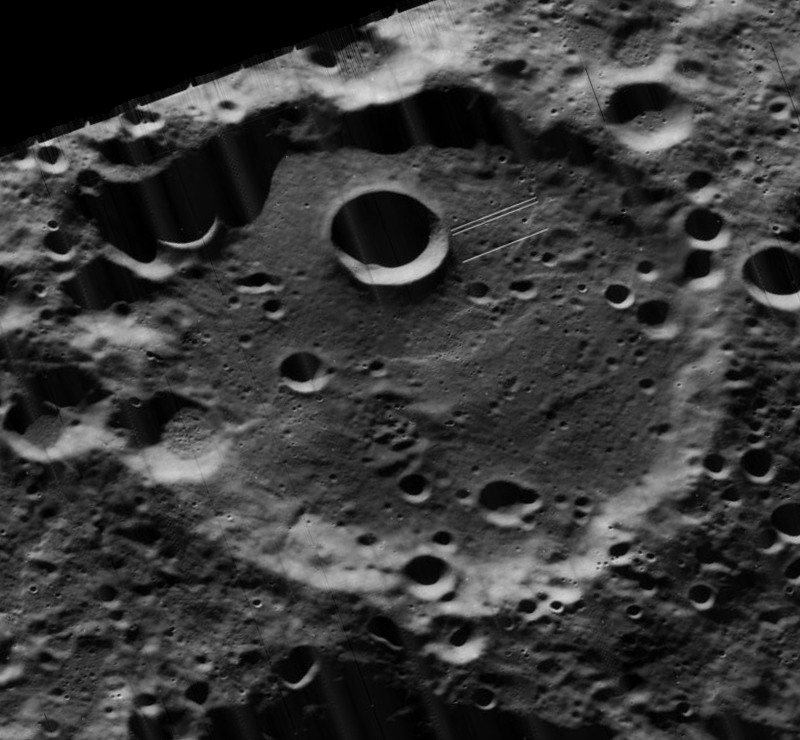
Imagen oblicua de la misión Lunar Orbiter 5, mirando al oeste.

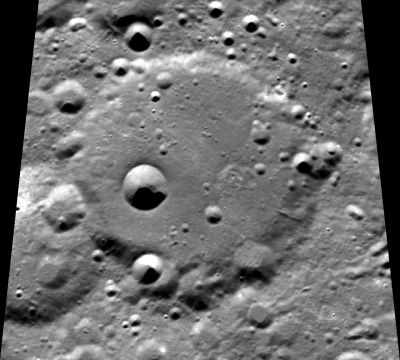
Fotografía de la misión Clementine (1994)

Mezentsev es un cráter de impacto que se encuentra en una elevada latitud norte de la cara oculta de la Luna, justo al oeste del pequeño cráter Niepce. Al suroeste aparece el cráter Stebbins de mayor tamaño, al oesudoeste se halla Hippocrates y al noroeste se localiza Heymans.
|  |

Se trata de un cráter desgastado y erosionado, con un borde exterior bajo y un interior relativamente nivelado. La naturaleza circular del borde todavía se puede apreciar, pero una serie de impactos atraviesan su brocal, por lo general suavizado y redondeado. Un cráter más pequeño se une al borde del sector sudoeste, con el cráter satélite Mezentsev S atravesando el borde occidental de este impacto. El suelo interior aparece nivelado, pero con algunos cráteres pequeños que marcan su superficie. El más prominente de estos es un cráter reciente en forma de cuenco situado en la mitad occidental interior.
En algunos mapas lunares el nombre de este cráter aparece rotulado como 'Mesentsev'.

## Cráteres satélite
Por convención estos elementos son identificados en los mapas lunares poniendo la letra en el lado del punto medio del cráter que está más cercano a Mezentsev.
|           | \| Mezentsev \| Coordenadas \| Diámetro \| \| --------- \| ------------------------------- \| -------- \| \| M \| 68°42′N 126°48′O / 68.7, -126.8 \| 74 km \| \| Q \| 69°24′N 135°36′O / 69.4, -135.6 \| 26 km \| \| S \| 71°30′N 136°54′O / 71.5, -136.9 \| 21 km \| |          |
| Mezentsev | Coordenadas | Diámetro |
| M         | 68°42′N 126°48′O / 68.7, -126.8 | 74 km    |
| Q         | 69°24′N 135°36′O / 69.4, -135.6 | 26 km    |
| S         | 71°30′N 136°54′O / 71.5, -136.9 | 21 km    |